# Pallacanestro alla XVI Universiade - Torneo maschile
Il Torneo di pallacanestro maschile della XVI Universiade a si è svolto a Sheffield, Regno Unito, nel 1991.

## Classifica
| -       | Paese            | Formazione |
| ------- | ---------------- | --- |
| Oro     | Stati Uniti      | Eric Anderson · Alex Blackwell · Calbert Cheaney · Hubert Davis · Josh Grant · Bobby Hurley · Ervin Johnson · Adonis Jordan · George Lynch · Sean Miller · Rodney Rogers · Luther Wright · All.: P.J. Carlesimo |
| Argento | Canada           | Joey Vickery · Phil Stewart · Phil Dixon · Tom Johnson · Alex Urosevic · Ron Putzi · Barry Bekkadam · Ted Byrne · Martin Keane · Andrew Steinfeld · Scott Petterson · Spencer McKay · All.: Jerry Hemmings      |
| Bronzo  | Unione Sovietica | Unione Sovietica universitariaBerežinskij, Brazis, Gončarov, Jasinskij, Kryžanovskij, Mel'nik, Šaptala, Smagin, Spolitis, Terent'ev, All. Modestas Paulauskas                                                   |